# Éric Masserey
Pour les articles homonymes, voir Masserey (homonymie).
Éric Masserey, né le 11 juin 1961 en Valais, est un médecin et écrivain vaudois.

## Biographie
Éric Masserey naît le 11 juin 1961 en Valais.
Après sa maturité gymnasiale de type latin-grec à Sion, il fait des études de médecine aux universités de Lausanne et de Fribourg de 1982 à 1989, avec une spécialisation en pédiatrie. Il obtient sa thèse en 1996 et exerce au Centre hospitalier universitaire vaudois à partir de 1989.
Il est médecin cantonal adjoint du canton de Vaud depuis 2005.

## Parcours littéraire
Son premier livre, Une si belle ignorance paraît en 2002 aux Éditions d’Autre Part et est retenu parmi les titres sélectionnés pour le prix Michel-Dentan 2003.
En 2006, paraît chez Bernard Campiche, Le Sommeil Séfarade, pour lequel il reçoit le prix de la Loterie Romande décerné par l’association valaisanne des écrivains en 2007.
En 2010, il publie Le Retour aux Indes, toujours chez Bernard Campiche. L'ouvrage reçoit le Prix des auditeurs de la RTS en 2011.